# СРЦ Сурчин
Спортско-рекреативни центар Сурчин (СРЦ Сурчин) налази се у општини Сурчин у Београду.
Простире се на површини од 120 хектара, служи као излетиште, а на њему се налазе и терени за фудбал, кошарку и тенис. Шума која се налази у оквиру комплекса испресецана је путевима који су погодни за вожњу бицикла.
На простору центра одржавала су се риболовачка такмичења, атлетске трке и изложбе паса међународног карактера. Простор у оквиру центра погодак је за кампере и љубитеље роштиљања. У оквиру центра могућа је организација ликовних колонија, ументичких и културних манифестација.
Данас је спортско-рекреативни центар у лошем стању, руиниран је као и ресторан у оквиру комплекса, који је изграђен у модерном стилу и амбијентално уклопљен у целину. Комплекс је почео да пропада распадом СФРЈ, јер је био у надлежности тадашње ЈНА. Након завршетка ратова, војска је изградила објекте у спортском центру, као привремено решење за смештај једног дела војних лица и цивила у служби. Поред тога у спортском центру је смештено око 100 расељених породица током ратова деведесетих година.
Током седамдесетих и осамдесетих година спортско-рекреативни центар Сурчин био је један од знаменитости Сурчина и Београда, спортски комплекс је имао рецепцију, продавницу сувенира и трговину, а поред војних официра користили су га сви други грађани. Постојала је могућност изнајмљивања бицикла за рекреацију, а највише посетилаца долазило је за државнике празнике. У оквиру комплекса налази се 90 хектара храстове шуме која је стара око 2 века, а кроз шуму постоји 10 km стаза, осветљење, водовод, као и систем за пречишћавање отпадних вода и канализације. Данас је већи део тога уништен и запуштен. У оквиру комлекса налази се и језеро. Комлекс је у власништву Министарства одбране Републике Србије.